# Miranda do Norte
Miranda do Norte é um município brasileiro do estado do Maranhão. Sua população é de 23.864 habitantes. Estimativa de 2022 do IBGE.
A exemplo de Santa Rita (Maranhão) e São Mateus do Maranhão, que foram emancipados em 1961, Miranda do Norte, primitivamente denominado Miranda, foi outro povoado que surgiu a partir da construção da BR-135 que conseguiu ser elevado à condição de município.
Localizado a 124 Km de São Luís, tornou-se parada obrigatória de veículos de carga e passageiros, o que foi de fundamental importância para o desenvolvimento de seus setores de comércio e serviços, principalmente restaurantes, pousadas e postos de abastecimento de combustíveis. Ainda que estivesse mais próximo de Arari, pertencia a Itapecuru quando conquistou sua autonomia, pela Lei Nº 4866, a 15 de março de 1988. 
FORMAÇÃO ADMINISTRATIVA
Elevado à categoria de município e distrito com a denominação de Miranda do Norte, pela lei estadual nº 4866, de 15-03-1988, desmembrado de Itapecuru-Mirim e Arari. Sede no atual distrito de Miranda do Norte ex-povoado de Miranda do município de Itapecuru-Mirim. Instalado em 01-01-1989. 
Em divisão territorial datada de 17-I-1991, o município é constituído do distrito sede. 
Assim permanecendo em divisão territorial datada de 2005.
O município é sede da Região de Planejamento dos Eixos Rodoferroviários.
A Usina Termelétrica Gera Maranhão fica localizada no município.

## História
ORIGENS DO MUNICÍPIO DE MIRANDA DO NORTE
Século XVII
A área era habitada pelos indígenas provavelmente da mesma etnia que ocorria na região, nas margens do rio Itapecuru, os Tapuias/Uruaitis e Barbados… Posteriormente houve a chegada de portugueses pelo litoral no Século XVII, fundando e povoando através de correntes agrícolas, pastores e os padres jesuítas a cidade de Icatu e depois Rosário, e somente algumas décadas depois já no Século XVIII, expandiram para o interior através dos rios Itapecuru, Mearim e outros, começando a fundação e povoação de outras cidades, como Itapecuru Mirim, Anajatuba, Arari, Cantanhede, e Pirapemas…
A história de Miranda se entrelaça a de Itapecuru Mirim, pois a região pertencia a Itapecuru Mirim quando está se tornou vila.
Século XVIII
Porém a terra onde hoje é Miranda do Norte, era identificada pelo nome de “JUNDIAI” pela existência de um afluente do rio itapecuru de mesmo nome. 
Essa área era propriedade do português MANOEL BARBOSA DE MIRANDA, que nunca habitou nessa propriedade. 
Pela existência de olhos d’água do riacho Jundiaí a propriedade foi posteriormente identificada como OLHOS DÁGUA DE MIRANDA em alusão a seu proprietário. Ficando de fato conhecida como terras de Miranda. 
Século XIX
Com o falecimento do português, a viúva Maria Sabina Barbosa de Miranda, no Século XIX, vendeu as terras ao Capitão e Alferes JOSÉ CLEMENTINO BEZERRA, que logo mudou-se trazendo consigo a sua familia, fixando as suas casas nas proximidades do Igarapé do Uh, iniciando ali o primeiro núcleo familiar que deu origem ao povoado Miranda, pertencente ao município de Itapecuru Mirim. Além de desenvolverem a agricultura familiar, introduziram a pecuária na região.  
Com o falecimento do patriarca, Capitão José Clementino Bezerra o seu filho mais velho, RAIMUNDO ABRAÃO BEZERRA(atual nome do palácio municipal), tornou-se seu sucessor que juntamente com seus outros irmãos, entre eles FRANCISCO ALEXANDRINO BEZERRA e JOSÉ MARIANO BEZERRA deram início ao povoamento e urbanização do núcleo familiar, criando a primeira escola sendo um dos primeiros sinais de desenvolvimento que passou a constitui-se mais tarde numa região atrativa para os habitantes de áreas vizinhas, provocando um aumento em seu contigente populacional. 
SÉCULO XX
A sua posição geográfica entre Itapecuru Mirim e Arari, longe de possíveis enchentes e alagamentos causados pelos rios Itapecuru e Mearim e situada ás margens de duas importantes rodovias federais construídas já no século XX, as BR-135 ligando-a a Capital São Luís (Maranhão) e ao sul do estado, e a BR-222 ligando-a a baixada maranhense, estimulou esse crescimento e diversificando suas atividades econômicas, além de possibilitar um maior intercâmbio cultural, que tiveram papéis decisivos em seu processo de emancipação política.

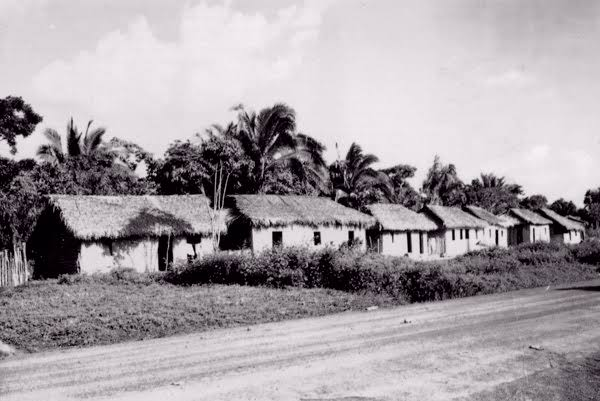
Miranda, ainda povoado de Itapecuru-Mirim em 1957, foto por Tibor Jablonsky - Arquivos Fotográficos do IBGE.

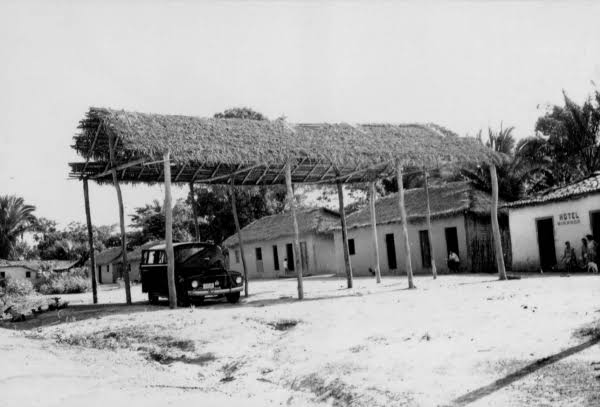
Miranda, ainda povoado de Itapecuru-Mirim em 1957, foto por Tibor Jablonky - Arquivos fotográficos do IBGE.

O destino desta terra começou a mudar no dia 13 de maio de 1982, pois começou a tramitar na Assembleia Legislativa do Estado do Maranhão, projeto de nº 36, o qual tratava da emancipação política do povoado de Miranda, uma antiga luta das lideranças políticas locais. No dia 31 de janeiro de 1988, foi realizado plebiscito para a escolha do novo nome da cidade, o povo teve que escolher entre: “MIRANDA DO NORTE, MIRANDA DOS BEZERRAS ou OLHOS D’ÁGUA DE MIRANDA”, tendo sido escolhido através do voto direto o nome atual da cidade: MIRANDA DO NORTE, a terminologia “Norte” foi acrescida para diferenciar de um outro município do mesmo nome no estado de Mato Grosso do Sul. No dia 15 de março do mesmo ano, foi promulgada pela Assembleia Legislativa a Lei nº 4.866, tornando o povoado de Miranda em cidade, a Ata de instalação, ou seja, a certidão de nascimento do novo município foi lavrada na sede da igreja batista local, no dia 29 de maio daquele ano.
O aspecto político da cidade mudou com sua emancipação, pois a sede do governo municipal já não pertencia à cidade de Itapecuru Mirim, tendo sido transferido para as fronteiras do agora município de Miranda do Norte. Com a ruptura do poder foi nomeado pelo Governador do estado, Epitácio Cafeteira, o senhor Walter Bezerra Barros, como interventor, o qual permaneceu no poder até a realização das primeiras eleições, que aconteceu ainda no ano de 1988, da qual saiu-se vencedor o eleito 1º prefeito pelo voto direto do povo, Luís Albuquerque Pereira Bonfim, pertencente ao PFL (Partido da Frente Liberal), permanecendo no poder nos anos de 1989 a 1992.

## Política
Lista de prefeitos:
- Walter Barros Bezerra (Interventor) 1988

- Luís Albuquerque Bonfim 1989-1992

- Graciliano Epifânio Mendonça 1993-1996

- Luís Albuquerque Bonfim 1997-2000

- César Rodrigues Viana 2001-2004

- Áurea Maria Pereira Bonfim 2005-2008

- Júnior Lourenço Bonfim 2009-2012

- Júnior Lourenço Bonfim 2013-2016

- Carlos Eduardo Fonseca Belfort 2017-2020

- Angelica Maria Sousa Bonfim 2021-2024

## Poder municipal
O poder político em Miranda do Norte é representado pelo prefeito, vice-prefeito e secretários municipais, os secretários encarregados dos vários setores administrativos, são de livre escolha do prefeito  permanecendo no cargo enquanto ele achar conveniente. Para o prefeito criar alguma lei, é preciso a aprovação do Poder Legislativo, sendo este composto pela Câmara dos Vereadores. São símbolos oficiais da cidade o brasão, a bandeira e o hino.

## Aspectos Geográficos
A posição geográfica de MIRANDA DO NORTE é bastante privilegiada, por se encontrar no eixo de duas importantes rodovias, a BR-135 e a BR-222, que possibilita melhor intercâmbio comercial, visto constituir-se, naturalmente um entreposto comercial de produtos agrícolas e manufaturados, destinados ao mercado interno e externo da região. 
 LOCALIZAÇÃO
O municipio situa-se na micro região de Itapecuru, que por sua vez é parte da meso-região NORTE-MARANHENSE. Encontra-se situado no segundo fuso horário brasileiro, estando atrasado 03 horas em relação ao meridiano de GREENWITCH. Sua latitude varia entre 3° e 4° e a longitude entre 44° e 45°.
 ÁREA
O municipio possui uma área de 341,107 km², incluindo terras desmenbradas de Itapecuru-Mirim e Arari. O ponto mais alto do municipio alcança 90M e o mais baixo chega a 15M.
 CLIMA 
O municipio localiza-se em uma região bastante fértil, por se encontrar entre as bacias dos rios Mearim e Itapecuru, apresentando clima do tipo tropical úmido, que é dominante em todo o estado. A temperatura média anual é de 26°C e o índice pluviométrico varia de 1.400 a 1.600 mm anuais.